# Marcus Pürk
Marcus Pürk (ur. 21 września 1974 w Wiedniu) – austriacki piłkarz występujący na pozycji pomocnika. Zawodnik klubu SV St. Margarethen.

## Kariera klubowa
Pürk zawodową karierę rozpoczynał w 1992 roku w Austrii Wiedeń z austriackiej Bundesligi. Zadebiutował w niej 5 września 1992 roku w zremisowanym 0:0 pojedynku ze Sturmem Graz. W 1993 roku zdobył z zespołem mistrzostwo Austrii oraz Superpuchar Austrii. 14 sierpnia 1993 roku w wygranym 2:0 spotkaniu z Admirą strzelił pierwszego gola w Bundeslidze. W 1994 roku zdobył z klubem Puchar Austrii.
W tym samym roku Pürk odszedł do Rapidu Wiedeń, także grającego w Bundeslidze. Pierwszy ligowy mecz zaliczył tam 3 sierpnia 1994 roku przeciwko Admirze (2:2). W 1995 roku zdobył z klubem Puchar Austrii.
W tym samym roku podpisał kontrakt z hiszpańskim Realem Sociedad. W Primera División zadebiutował 3 września 1995 roku w przegranym 1:4 pojedynku z Atlético Madryt. 1 października 1995 roku w zremisowanym 1:1 spotkaniu z Celtą Vigo zdobył pierwszą bramkę w Primera División. W Realu spędził rok.
W 1996 roku Pürk wrócił do Austrii, gdzie został graczem Sturmu Graz. Po przyjściu do klubu, zdobył z nim Superpuchar Austrii. Rok później triumfował z zespołem w rozgrywkach Pucharu Austrii. W tym samym roku ponownie trafił do Rapidu Wiedeń. Tym razem jego barwy reprezentował przez 2 lata.
W 1999 roku odszedł do niemieckiego TSV 1860 Monachium. W niemieckiej Bundeslidze pierwszy mecz zaliczył 13 września 1999 roku przeciwko Wolfsburgowi (1:2). W TSV grał przez 5 lat. W tym czasie rozegrał tam 50 ligowych spotkań.
W 2004 roku wrócił do Austrii, gdzie kolejno reprezentował barwy zespołów Admira Wacker Mödling, First Vienna, SK Schwadorf, ponownie Admira, SV Stockerau, 1. Simmeringer SC, a od 2010 roku gra dla SV St. Margarethen.

## Kariera reprezentacyjna
Pürk rozegrał 2 spotkania w reprezentacji Austrii. Zadebiutował w niej 26 kwietnia 1995 roku w wygranym 7:0 meczu eliminacji Mistrzostw Europy 1996 z Liechtensteinem, w którym strzelił także gola. Po raz drugi w drużynie narodowej wystąpił 21 sierpnia 2002 roku w przegranym 2:3 towarzyskim pojedynku ze Szwajcarią.